# عبد الأمير الجمري
عبد الأمير الجمري (1937 - 18 ديسمبر 2006) رجل دين شيعي كبير بالبحرين، كان أحد أبرز القادة المطالبين بعودة الحياة النيابية في الانتفاضة التسعينية.
وقد درس في حوزة النجف بالعراق من 1969 وحتى 1973. ثم عاد لينتخب نائباً في المجلس الوطني، الذي كان أول برلمان منتخب بالبحرين.
وفي الفترة من 1977 حتى 1988 عمل قاضياً في المحكمة الجعفرية البحرينية، حتى فصل منها.
في عام 1992 كان عضواً في لجنة العريضة الشعبية المطالبة بعودة الحياة النيابية والتي ضمت شخصيات معارضة يسارية منها: الجبهة الشعبية في البحرين، جبهة التحرير الوطني، وإسلاميون سنة.
وعلى أثر الاضطرابات التسعينية في أبريل 1997 تم اعتقاله لمدة خمسة أشهر. اعتقل مرة أخرى في يناير 1996 ليحكم عليه بالسجن 15 عاماً مع غرامة 15 مليون دينار بحريني. وقد أُطلق سراحه في يوليو 1999 بعد تولّي ملك البحرين حمد بن عيسى آل خليفة، إلا أنه ظلّ رهن الإقامة الجبرية بمنزله حتى 2001.
في منتصف مايو 2002 أصابته جلطة وسافر للعلاج لألمانيا، ثم إلى المملكة العربية السعودية في مدينة سلطان بن عبد العزيز للخدمات الإنسانية في الرياض حتى تاريخ عودته للبحرين في يوم السبت الموافق 12 يوليو 2003م وظل طريح الفراش حتى يوم وفاته في 18 ديسمبر 2006، وتم تشييعه في موكب إلى مقبرة بني جمرة في نفس اليوم.

مراسم تشييعه

## مؤسسات أنشئها
- حوزة الإمام زين العابدين في قرية بني جمرة.

## أهم أحداث حياته
- ولد العام 1937 في قرية بني جمرة.
- والده منصور «وسمي أيضا ناصر» بن محمد بن عبد الرسول الجمري، وكان مدرس قرآن وصاحب مصنع نسيج يدوي.
- جده عبد الرسول، تاجر في سوق المنامة إذ كان يتاجر في الأقمشة. وعبد الرسول هو أيضا جد الملا عطية بن علي بن عبد الرسول الجمري الذي جدد المنبر الحسيني في البحرين.
- درس في مدرسة البديع الابتدائية للبنين ثم درس على يد الملا جاسم بن نجم الجمري، وعمل خطيبا حسينيا مع الملا عبد الله البلادي قبل أن يستقل بخطابته في السابعة عشرة من عمره.
- عمل في سوق المنامة لدى عدد من التجار لإعالة نفسه، وكان في الوقت ذاته يدرس على يد الشيخ عبد الله بن محمد صالح، ولاحقا الشيخ باقر العصفور والسيد علوي الغريفي.
- انتقل بعد ذلك إلى النجف الأشرف في العام 1962 ودرس المقدمات والسطوح والبحث الخارج «قبل أن يعود إلى البحرين في العام 1973».
- اتصل به أهالي المنطقة الشمالية ودعوه إلى ترشيح نفسه للانتخابات البرلمانية في العام 1973م كما أبرق له الشيخ عيسى أحمد قاسم بضرورة العودة، وطلب منه الملا عطية الجمري الذي كان يزور العراق آنذاك العودة للترشيح، فعاد وفاز بالمقعد الثاني مع الشيخ عيسى أحمد قاسم ممثلين عن المنطقة الشمالية.
- كان عضوا بارزا في الكتلة الإسلامية بالمجلس الوطني ما بين الأعوام 1973 و 1975 ومن الذين عارضوا قانون أمن الدولة بشدة.
- 1977-1988: عُيّن قاضيا في المحكمة الجعفرية الكبرى، وتمت إزاحته من المحكمة لأسباب سياسية في العام 1988 واعتقل في سبتمبر 1988 وأفرج عنه في اليوم نفسه بعد احتجاجات مباشرة. اعتقل ابنه محمد جميل وزوج ابنته عبد الجليل وحكم عليهما بعشر سنوات وسبع سنوات سجنا على التوالي.
- نوفمبر/ تشرين الثاني 1992: شارك في إعداد وتوقيع العريضة النخبوية المطالبة بالحقوق الدستورية والبرلمانية.
- أكتوبر/تشرين الأول 1994: شارك في إعداد والدعوة إلى توقيع العريضة الشعبية التي رفعت المطالب نفسها المرفوعة في العريضة النخبوية العام 1992
- 1 أبريل/ نيسان 1995: تمت محاصرة بني جمرة وقتل اثنان من أبنائها وجرح خمسون آخرون، ووضع الشيخ الجمري تحت الحصار لمدة أسبوعين ثم نقل إلى المعتقل.
- 25 سبتمبر/ أيلول 1995: الإفراج من السجن بعد اتفاق مع السلطات الأمنية لإعادة الهدوء مقابل مناقشة المطالب والسعي إلى تحقيقها.
- 21 يناير/كانون الثاني 1996: أعيد اعتقال الشيخ ليشتد اضطراب الوضع الأمني والسياسي في البلاد. وضع في الحجز الانفرادي لأكثر من تسعة شهور ثم نقل إلى سجن مراقب في كل كلمة يقولها وكل شيء يفعله ومنعت عنه الزيارات إلا من زوجته وأبنائه فيما يتم تسجيل كل كلمة تقال وتم من خلال ذلك حجب الشيخ عن كل شيء حتى الإفراج عنه بعد ثلاث سنوات ونصف.
- 21 فبراير/ شباط 1999: بدأت محاكمة الشيخ أمام محكمة أمن الدولة بعد انقضاء فترة الحكم الإداري تحت قانون أمن الدولة.
- 7 يوليو/ تموز 1999: أصدرت محكمة أمن الدولة حكما بالسجن عشر سنوات ودفع غرامة مقدارها 5,7 ملايين دينار لينفلت الوضع الأمني مباشرة بعد ذلك.
- 8 يوليو 1999: ظهر الشيخ الجمري في التلفزيون قبيل الإفراج عنه بعفو ليوضع تحت الإقامة الجبرية مرة أخرى.
- مايو/ أيار 2000: الإصابة بجلطة في القلب وأجريت له عملية في القلب في المستشفى العسكري.
- 23 يناير 2001: رفع الإقامة الجبرية.
- يونيو 2002: أجريت له عملية في الظهر بألمانيا ليصاب بجلطة في موقع العملية وجلطتين في الدماغ.
- يناير 2003: نقل للعلاج في «مدينة الأمير سلطان بن عبد العزيز للخدمات الإنسانية» بالرياض.

## مؤلفاته
- المرأة في ظل الإسلام
- عصارة قلب
- تعاليم إسلامية
- من شموع العترة الطاهرة
- واجبات الإنسان
- الإسلام وشئون الإنسان

## وصلات خارجية
- مكتب سماحة العلامة الشيخ عبد الأمير الجمري